# 진릉
진릉(眞陵)은 고려 제20대 신종의 정비인 선정왕후의 능이다. 현재 위치는 알 수 없다.